# B・H・ハギン
B.H.ハギン（Bernard H. Haggin、バーナード H. ハギン、1900年12月29日 - 1987年5月28日） は、米国の音楽評論家。

## 前半生
生涯をニューヨーク市で過ごす。ジュリアード学院 Juliard Schoolを1920年に卒業（専攻：ピアノ）。 最初の記事を発表したのは1923年。その直後から『ザ・リパブリック The Republic』誌のジャーナリストとして活動を開始。

## 活動
1934年から1937年まで『ブルックリン・デイリー・イーグル Brooklyn Daily Eagle』紙の音楽評論家として活動。1936年から1957年までは『ネイション The Nation（米国の定期雑誌）』誌の音楽評論家。1946年から1949年まで『ニューヨーク・ヘラルド・トリビューン New York Herald Tribune』紙に、ラジオ放送の音楽についてコラムを執筆。 
ハギンは指揮者アルトゥーロ・トスカニーニに信頼を寄せていたが、完全に無批判というわけではなかった。2人の私的な友情は1930年代後期から1950年まで続いた。これはトスカニーニがNBC交響楽団を指揮し始めた頃からトスカニーニ引退の4年前までの時期に当たる。ハギンは舞踏家ジョージ・バランシンを最初に認めた米国の主要批評家でもある。1930年代、ハギンはジョン・ハモンドを『ブルックリン・デイリー・イーグル』の評論家に迎え、将来のレコード・プロデューサーとしての道を開いた。
ハギンは音楽に関する本を12冊、バレーに関する本を2冊出版した。また、クラシック音楽のレコードに関する最初の全般的な手引き書である『レコード音楽 Music on Records（1938）』を著した。この本はその後『音楽ファンの手引き Listener's Musical Companion（1956）』というタイトルで増補され、ハギンは1978年まで定期的に改版を続けた。しかし最も有名な著作はトスカニーニに関するものである。『トスカニーニとの対話 Conversations with Toscanini（1959）』は個人的な追想であり、公の場が苦手だったトスカニーニとの面談記録がまとまって出版されたのはこれがほぼ初めてであった。『音楽家の語るトスカニーニ The Toscanini Musicians Knew（1967）』は、畏敬の対象であったこのイタリア人マエストロの指揮で演奏または歌唱した経験を持つ音楽家へのインタビューである。これら2冊は、『アルトゥーロ・トスカニーニ　マエストロの思い出 Arturo Toscanini: Contemporary Recollections of the Maestro』というタイトルの合本として1989年に再出版された。ハギンはトスカニーニの個人的な友人となった数少ない批評家の1人であり、トスカニーニ引退の4年前に当たる1950年まで、それまでの誰よりも親しくトスカニーニに接することができた。
当時、トスカニーニに関する誤った情報に基づく意見や誤って伝えられた事実が広まり始めているとハギンは感じており、ハギンの本はそれらを慎重に修正する意図で書かれた。
批評家としてのハギンは、辛辣かつ高飛車でしかも非常に慎重であった。また、音楽、音楽家、同僚の批評家の凡庸さには容赦がなかった。ハギンはRCAビクター社を批判することで敵意を持たれたが、この批判はトスカニーニの録音に手を入れ、イコライザーで修正した録音を販売したり、エコー・チェンバーや高音の持ち上げや擬似ステレオなどで「強化」したりする、同社の行為に対するものであった。当時、ヴィルヘルム・フルトヴェングラーはトスカニーニの対極であり最大のライバルであると目されていたが、ハギンはフルトヴェングラーの解釈法に対し非常に批判的であった。またハギンは、作曲家や作品について価値判断をすることをためらわなかったため、一部の読者を怒らせたり、かえって人気を得たりした。1942年、トスカニーニはショスタコーヴィチの交響曲第7番の米国初演を行い、この曲に関して、ドイツ人侵略者の手中にある「ロシア人民の苦悩が聴こえる」と語った。しかし、トスカニーニを最も尊敬し理解しているはずのハギンはこれに異議を唱え、この曲を「月並みな発想をねじ曲げ、もったいぶって膨らませた化け物」と公言した。また、ハギンが最も情熱を持っていたのは「メタ批評」の立場からの意見表明であり、問題となっている音楽や演奏家に対する自分の意見の表明より、同僚の批評家の意見に対する批判に多くの紙幅を割くこともあるほどであった。
後年、ハギンは『ザ・ハドソン・レビュー The Hudson Review』誌、『ザ・ニュー・リパブリック The New Republic』誌、『ミュージカル・アメリカ Musical America』誌、『ザ・エール・レビュー The Yale Review』誌にも寄稿した。

## 参考図書
- Arturo Toscanini, Contemporary Recollections of the Maestro, ISBN 0-306-80356-9